# Wahrheit oder Pflicht
Wahrheit oder Pflicht (auch: Pflicht oder Wahrheit; Tat oder Wahrheit; Wahrheit oder Wagnis) ist ein Partyspiel, das insbesondere unter Kindern und Jugendlichen gerne gespielt wird.

## Regeln
Es wird in einer Gruppe eine Person ausgewählt (durch Zufallsereignisse wie „Flaschendrehen“ oder einfach per Sitzordnung), die im nächsten Schritt entweder eine (noch nicht genannte) Frage wahrheitsgemäß beantworten muss oder eine (noch nicht gestellte) Aufgabe erfüllen muss. Der bzw. die Betroffene muss sich für „Wahrheit“ oder „Pflicht“ (je nach Region und Gruppe auch „Tat“ oder „Wagnis“ genannt) entscheiden.
Bei „Wahrheit“ wird dem Ausgewählten eine Frage gestellt, die er (glaubwürdig) wahrheitsgemäß beantworten muss; bei „Pflicht“ muss der Ausgewählte eine von den anderen Mitspielern ausgewählte Aufgabe erledigen. Bei einem Pflicht-Befehl bei Wahrheit oder Pflicht ist es üblich, dass die Person eine Handlung ausführt, anstatt eine Information preiszugeben. Die Frage oder Aufgabe stellt dabei üblicherweise derjenige, der vorher der Befragte war. Je nachdem, in welchem Alter sich die Spieler befinden, gehen die Fragen und Aufgaben oft in den persönlichen oder intimen Bereich. Außerdem ist es nicht erlaubt, Personen mit einzubeziehen, die nicht am Spiel beteiligt sind.
Zweck des Spiels ist allgemein, die Mitglieder der Gruppe besser kennenzulernen. Es kann aber auch für Mitspieler zum Ziel werden, andere bloßzustellen oder zu blamieren. Insofern ist das Spiel durchaus mit Gefahren für bestehende soziale Strukturen einer Gruppe verbunden. Unter Umständen ist zu empfehlen, den Bereich der Fragen bzw. Aufgaben im Vorfeld einzugrenzen.

## Variationen
- Unter anderem gibt es die Variante Wahl, bei der drei Aufgaben gestellt werden und eine davon erfüllt werden muss.
- In der Variante Zitrone wird sowohl die Wahrheit- als auch die Pflichtaufgabe genannt, und der Befragte entscheidet sich erst dann.
- Bei der Variante Saurer Apfel wird eine Aufgabe gestellt. Bei Ablehnung kann gegen ein alkoholisches Getränk („Saurer Apfel“) zu der anderen Variante (von Wahrheit zu Pflicht oder von Pflicht zu Wahrheit) gewechselt werden.
- Vor dem Spiel kann ausgemacht werden, ob und wie oft eine Verweigerung möglich ist. Der Verweigerer bekommt dabei eine neue Frage bzw. Aufgabe gestellt. Wer keine Verweigerung mehr übrig hat und trotzdem verweigert, der scheidet aus. Gewinner ist derjenige, der als Letzter übrig bleibt.
- Bei einer anderen Variation kann sich die zuletzt befragte Person einen Mitspieler aussuchen, der sich dann entscheiden muss, ob er eine Frage wahr beantworten oder eine bestimmte Aufgabe erfüllen will.
- Bei Erwachsenen gibt es Varianten wie Drink or dare oder Strip or dare. Diese fallen eher unter die Kategorien Trinkspiel bzw. erotische Spielerei.

## Japan
In Japan wird ein ähnliches Spiel namens Ōsama Game (王様ゲーム, japanisch für „Königsspiel“) mittels Essstäbchen gespielt, von denen eines als ōsama ‚König‘ und die anderen entsprechend der Anzahl der Teilnehmer numerisch markiert sind.
Jede Runde besteht darin, dass eine beliebige Person alle Stäbchen mit der Faust umfasst und dabei die Markierungen verdeckt, anschließend zieht jeder Anwesende ein Stäbchen. Derjenige mit dem König-Stäbchen gibt dann eine – meist peinliche – Anweisung an eine oder mehrere Nummern. Erst dann decken auch die anderen ihre Nummern auf. Die Besonderheit dieses Spiels ist somit die Doppelzufallsauswahl, da auch der „König“ vorher nicht weiß, wer die von ihm genannte Nummer gezogen hat und somit seinen Befehl ausführen muss. Nach Ausführung des Befehls wird erneut gezogen, und das Prozedere wiederholt sich mit neuer Doppelzufallsauswahl von „König“ und „Opfer“.

## Filme
Das Spiel ist zentrales Motiv im gleichnamigen deutschen Spielfilm Wahrheit oder Pflicht aus dem Jahr 2005. Im gleichnamigen US-amerikanischen Horrorfilm Wahrheit oder Pflicht aus dem Jahr 2018 wird durch das Spiel ein Dämon freigesetzt. Im britischen Horrorfilm Truth or Dare wird das Spiel brutal für Rache missbraucht.

## Hörspiel
Im Hörspiel Vogel Igel Stachelschwein. Ein Spiel in Weimar Nord von Mara May und Jūratė Braginaitė, das 2023 den ARD-Hörspielpreis gewonnen hat, ist das Spiel ein zentrales Handlungselement, mit dem die verschiedensten, im Soziotop Weimar-Nord beheimateten Einwohner konfrontiert werden.

## Ähnliche Spiele
Bei dem Geschicklichkeitsspiel Jenga existiert eine Wahrheit-oder-Pflicht-Variante. Siehe aber auch: 
- Pfänderspiele
- Gesellschaftsspiele